# Mémorial Mario-Albisetti
Le Mémorial Mario Albisetti appelé également le Lugano Trophy ou le GP Città di Lugano est une épreuve de marche athlétique d'une distance de 20 km disputée annuellement depuis 2003 dans les rues de Lugano, en Suisse. L'épreuve fait partie du circuit international du challenge mondial de marche.

## Palmarès
Record de l'épreuve
| Édition | Année | Vainqueur hommes    | Temps           | Vainqueur femmes           | Temps           |
| ------- | ----- | ------------------- | --------------- | -------------------------- | --------------- |
| 1       | 2003  | Roberto Defendenti  | 1 h 29 min 55 s | Natalia Bruniko            | 47 min 25 s[nb] |
| 2       | 2004  | Roberto Defendenti  | 1 h 29 min 28 s | Marie Polli                | 1 h 38 min 44 s |
| 3       | 2005  | Michele Didoni      | 1 h 28 min 32 s | Laura Polli                | 1 h 39 min 09 s |
| 4       | 2006  | Viktor Ginko        | 1 h 28 min 10 s | Laura Polli                | 1 h 37 min 46 s |
| 5       | 2007  | Mário dos Santos    | 1 h 27 min 40 s | Elisa Rigaudo              | 1 h 32 min 25 s |
| 6       | 2008  | Daniele Paris       | 1 h 24 min 32 s | Zuzana Schindlerová        | 1 h 33 min 15 s |
| 7       | 2009  | Aleksandr Yargunkin | 1 h 21 min 40 s | Johanna Jackson            | 1 h 31 min 16 s |
| 8       | 2010  | Alex Schwazer       | 1 h 18 min 24 s | Li Yanfei                  | 1 h 31 min 27 s |
| 9       | 2011  | Wang Zhen           | 1 h 18 min 37 s | Liu Hong                   | 1 h 29 min 29 s |
| 10      | 2012  | Alex Schwazer       | 1 h 17 min 30 s | Tatyana Sibileva           | 1 h 28 min 03 s |
| 11      | 2013  | Wang Zhen           | 1 h 19 min 08 s | Liu Hong                   | 1 h 27 min 06 s |
| 12      | 2014  | Ruslan Dmytrenko    | 1 h 20 min 08 s | Liu Hong                   | 1 h 27 min 25 s |
| 13      | 2015  | Yohann Diniz        | 1 h 17 min 24 s | Anežka Drahotová           | 1 h 28 min 52 s |
| 14      | 2017  | Alex Wright         | 1 h 21 min 19 s | Brigita Virbalytė-Dimšienė | 1 h 32 min 17 s |
| 15      | 2018  | Kōki Ikeda          | 1 h 21 min 26 s | Eleonora Giorgi            | 1 h 30 min 31 s |
| 16      | 2019  | Marius Žiūkas       | 1 h 22 min 29 s | Eleonora Giorgi            | 1 h 31 min 07 s |

- nb  L'épreuve féminine en 2003 a été disputée sur la distance de 10 km.